# 永遠の翼 (クイーンの曲)
「永遠の翼」（えいえんのつばさ、原題：Spread Your Wings）は、イギリスのロックバンド、クイーンの楽曲である。1977年に発売されたアルバム『世界に捧ぐ』に収録されているバラード。作曲はベーシストのジョン・ディーコンで、1978年にイギリスでシングルカットされた。

## 概要
演奏はピアノとボーカルがフレディ・マーキュリー、エレクトリック・ギターがブライアン・メイ、ドラムスがロジャー・テイラー、ベースとアコースティック・ギターがジョン・ディーコンという編成になっている。ライブ・バージョンは、1979年のアルバム『ライヴ・キラーズ』に収録されている。
シングル盤は、イギリスの全英シングルチャートで最高34位を獲得した。
歌詞は、エメラルド・バーで床掃除をして働く困った若者、サミーを歌っている。曲中でナレーター（マーキュリー）は、「翼を広げて遠くまで飛ぶ」ように命じ、夢を追求するようサミーを激励するという内容になっている。
この曲のプロモーション・ビデオは、ロジャー・テイラーの自宅の庭で撮影され、この曲の撮影後、続けて「ウィ・ウィル・ロック・ユー」のPVも撮影された。なお、プロモーション・ビデオでは、冒頭のピアノの伴奏はジョンが弾いている。

## シングル収録曲
1. 永遠の翼 - Spread Your Wings (Deacon)
2. シアー・ハート・アタック - Sheer Heart Attack (Taylor)

## 担当
- フレディ・マーキュリー - リード・ヴォーカル、ピアノ[8]
- ブライアン・メイ -  エレクトリック・ギター
- ロジャー・テイラー - ドラムス、パーカッション
- ジョン・ディーコン - エレクトリックベース、アコースティック・ギター

## カバー・バージョン
ドイツのメタルバンド、ブラインド・ガーディアンが、1992年のアルバム『サムホェア・ファー・ビヨンド』で、この曲をカバーしている。このレコーディングは、1996年のアルバム『フォゴトゥン・テイルズ』でも再収録された。